# 梅勒 (德塞夫勒省旧市镇)
梅勒（法語：Melle，法語發音：[mɛl]）是法国德塞夫勒省的一个旧市镇，属于尼奥尔区。2019年，梅勒与市镇贝罗讷河畔马济耶尔、派宰勒托尔、圣莱热-德拉马蒂尼耶尔和圣马丹莱梅勒合并为新的梅勒。

## 地理
梅勒（46°13'19"N, 0°8'42"W）面积9.76 平方千米，位于法国新阿基坦大区德塞夫勒省，该省份为法国西部内陆省份，北起曼恩-卢瓦尔省，西接旺代省，南至夏朗德省和滨海夏朗德省，东临维埃纳省。
与梅勒接壤的市镇（或旧市镇、城区）包括：博赛-维特雷、贝勒河畔塞勒、圣莱热-德拉马蒂尼耶尔、圣马丹莱梅勒。
梅勒的时区为UTC+01:00、UTC+02:00（夏令时）。

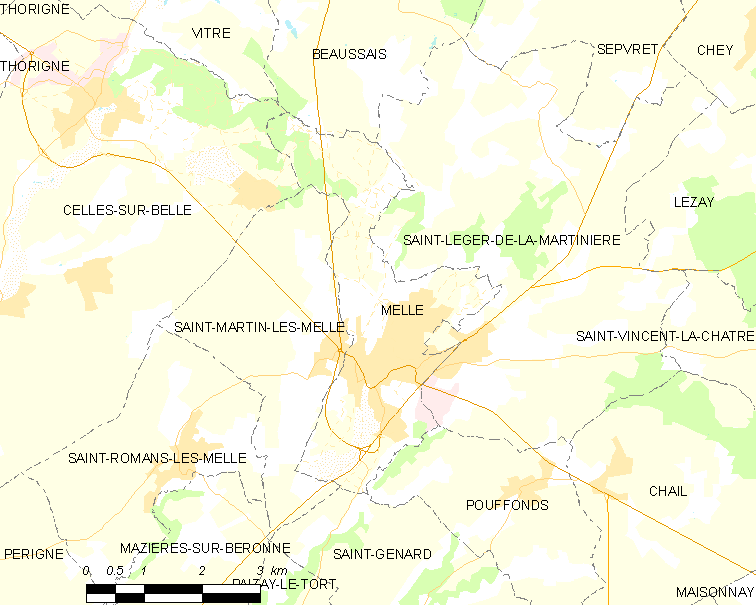
梅勒的OSM定位图

## 行政
梅勒的邮政编码为79500，INSEE市镇编码为79174。

## 政治
梅勒所属的省级选区为梅勒县。

## 人口

1962-2008年间梅勒人口变化图示

梅勒于2018年1月1日时的人口数量为3525人。